# Campeonato Europeo de Natación de 1927
El II Campeonato Europeo de Natación se celebró en Bolonia (Italia) entre el 31 de agosto y el 4 de septiembre de 1927 bajo la organización de la Liga Europea de Natación (LEN) y la Federación Italiana de Natación.

## Resultados de natación

### Masculino
| Evento          | Oro                                                                                                 | Plata                                                                    | Bronce                                                               |
| --------------- | --------------------------------------------------------------------------------------------------- | ------------------------------------------------------------------------ | -------------------------------------------------------------------- |
| 100 m libre     | Arne Borg · Suecia · 1:00,0                                                                         | István Bárány Hungría 1:03,2                                             | August Heitmann · Alemania · 1:03,4                                  |
| 400 m libre     | Arne Borg · Suecia · 5:08,6                                                                         | Herbert Heinrich · Alemania · 5:15,8                                     | Václav Antoš Checoslovaquia 5:16,2                                   |
| 1500 m libre    | Arne Borg · Suecia · 19:07,2                                                                        | Giuseppe Perentin Italia 21:50,4                                         | Joachim Rademacher · Alemania · 22:00,0                              |
| 100 m espalda   | Eskil Lundahl · Suecia · 1:17,4                                                                     | Aladár Bitskey Hungría 1:17,6                                            | Gustav Fröhlich · Alemania · 1:17,8                                  |
| 200 m braza     | Erich Rademacher · Alemania · 2:55,2                                                                | Wilhelm Prasse · Alemania · 2:58,0                                       | Louis van Parys · Bélgica · 2:59,8                                   |
| 4 × 200 m libre | Alemania · August Heitmann · Joachim Rademacher · Friedrich Berges · Herbert Heinrich · 9:49,6 (RM) | Suecia · Åke Borg · Aulo Gustafsson · Eskil Lundahl · Arne Borg · 9:52,0 | Hungría Géza Szigritz Rezső Wanié András Wanié István Bárány 10:36,0 |

### Femenino
| Evento          | Oro                                                                      | Plata                                                                                 | Bronce                                                                         |
| --------------- | ------------------------------------------------------------------------ | ------------------------------------------------------------------------------------- | ------------------------------------------------------------------------------ |
| 100 m libre     | Maria Vierdag · Países Bajos · 1:15,0                                    | Joyce Cooper Reino Unido 1:15,0                                                       | Lotte Lehmann · Alemania · 1:12,0                                              |
| 400 m libre     | Marie Braun · Países Bajos · 6:11,8                                      | Marion Laverty Reino Unido 6:13,6                                                     | Fritzi Löwy · Austria · 6:21,0                                                 |
| 100 m espalda   | Willy den Turk · Países Bajos · 1:24,6                                   | Marie Braun · Países Bajos · 1:26,2                                                   | Phyllis Harding Reino Unido 1:30,8                                             |
| 200 m braza     | Hilde Schrader · Alemania · 3:20,4                                       | Lotte Mühe · Alemania · 3:25,2                                                        | Hedy Bienenfeld · Austria · 3:27,0                                             |
| 4 × 100 m libre | Reino Unido Marion Laverty Valerie Davies Ellen King Joyce Cooper 5:11,0 | Países Bajos · Truus Klapwijk · Willy den Turk · Marie Braun · Maria Vierdag · 5:11,6 | Alemania · Lotte Mühe · Anni Rehborn · Marianne Schmidt · Reni Erkens · 5:12,8 |

### Medallero
| Núm. | País           | Oro | Plata | Bronce | Total |
| ---- | -------------- | --- | ----- | ------ | ----- |
| 1    | Suecia         | 4   | 1     | 0      | 5     |
| 2    | Alemania       | 3   | 3     | 5      | 11    |
| 3    | Países Bajos   | 3   | 2     | 0      | 5     |
| 4    | Reino Unido    | 1   | 2     | 1      | 4     |
| 5    | Hungría        | 0   | 2     | 1      | 3     |
| 6    | Italia         | 0   | 1     | 0      | 1     |
| 7    | Austria        | 0   | 0     | 2      | 2     |
| 8    | Bélgica        | 0   | 0     | 1      | 1     |
| 8    | Checoslovaquia | 0   | 0     | 1      | 1     |
|      | TOTAL          | 11  | 11    | 11     | 33    |

## Resultados de saltos

### Masculino
| Evento          | Oro                                         | Plata                                  | Bronce                           |
| --------------- | ------------------------------------------- | -------------------------------------- | -------------------------------- |
| Trampolín 3 m   | Ewald Riebschläger · Alemania · 173,86 pts. | Edmund Lindmark · Suecia · 159,86 pts. | Luciano Gozzi Italia 160,14 pts. |
| Plataforma 10 m | Hans Luber · Alemania · 114,86              | Ewald Riebschläger · Alemania · 111,24 | Ezio Selva Italia 100,64         |

### Femenino
| Evento          | Oro                                   | Plata                                 | Bronce                                |
| --------------- | ------------------------------------- | ------------------------------------- | ------------------------------------- |
| Trampolín 3 m   | Klara Bornett · Austria · 103,32 pts. | Lini Söhnchen · Alemania · 91,96 pts. | Hanni Rehborn · Alemania · 86,24 pts. |
| Plataforma 10 m | Belle White Reino Unido 36,40         | Irène Savollon Francia 32,40          | Eva Olliwier · Suecia · 32,20         |

### Medallero
| Núm. | País        | Oro | Plata | Bronce | Total |
| ---- | ----------- | --- | ----- | ------ | ----- |
| 1    | Alemania    | 2   | 2     | 1      | 5     |
| 2    | Austria     | 1   | 0     | 0      | 1     |
| 2    | Reino Unido | 1   | 0     | 0      | 1     |
| 4    | Suecia      | 0   | 1     | 1      | 2     |
| 5    | Francia     | 0   | 1     | 0      | 1     |
| 6    | Italia      | 0   | 0     | 2      | 2     |
|      | TOTAL       | 4   | 4     | 4      | 12    |

## Resultados de waterpolo
| Evento    | Oro     | Plata   | Bronce  |
| --------- | ------- | ------- | ------- |
| Masculino | Hungría | Francia | Bélgica |

## Medallero total
| Núm. | País           | Oro | Plata | Bronce | Total |
| ---- | -------------- | --- | ----- | ------ | ----- |
| 1    | Alemania       | 5   | 5     | 6      | 16    |
| 2    | Suecia         | 4   | 2     | 1      | 7     |
| 3    | Países Bajos   | 3   | 2     | 0      | 5     |
| 4    | Reino Unido    | 2   | 2     | 1      | 5     |
| 5    | Hungría        | 1   | 2     | 1      | 4     |
| 6    | Austria        | 1   | 0     | 2      | 3     |
| 7    | Francia        | 0   | 2     | 0      | 2     |
| 8    | Italia         | 0   | 1     | 2      | 3     |
| 9    | Bélgica        | 0   | 0     | 2      | 2     |
| 10   | Checoslovaquia | 0   | 0     | 1      | 1     |
|      | TOTAL          | 16  | 16    | 16     | 48    |